# Nyantiken

Nyantiken söker återuppväcka antikens stil och idealism, här i form av Antonio Canovas ”Amor och Psyche” (1787-1793).

Nyantiken är i princip en annan beteckning för nyklassicismen. Det finns dock vissa olikheter.
Nyantiken är främst en reaktion mot den, som man ansåg, "förkonstlade" rokokon. Nyantiken återuppväcker omkring 1760 de antika idealen med strikt applicerade kolonnordningar. Inom skulpturen eftersträvas idealism och renhet.
Nyantik eller Neoantik används även som beteckning för nyklassicism som i början av 1800-talet vände sig mot en äldre som i första hand hämtade sina intryck från den romerska kulturen försökte efterbilda de grekiska originalen.
Medan nyantiken är en kulturströmning som fokuserar på antikens konst och arkitektur, brukar nyklassicismen främst anses som en epokdefinition.